# كاران كابور
كاران كابور هو عارض وممثل هندي، ولد في 17 يناير 1962 بمومباي في الهند.

## وصلات خارجية
- كاران كابور على موقع IMDb (الإنجليزية)
- كاران كابور على موقع قاعدة بيانات الفيلم (الإنجليزية)